# S.W.A.T.: Firefight
S.W.A.T.: Firefight (S.W.A.T. Operación especial en España y S.W.A.T.: Unidad Especial 2 en Hispanoamérica) es una película policíaca para vídeo de 2011 dirigida por Benny Boom y protagonizada por Gabriel Macht, Robert Patrick y Carly Pope. El filme está basado en la serie de televisión de los 70 S.W.A.T. y es la secuela de la cinta de 2003 con el mismo título.

## Argumento
Paul Cutler es un miembro experto del equipo de los SWAT y le han trasladado a la ciudad de Detroit para entrenar y certificar a un nuevo equipo local. Durante una misión algo sale mal y un rehén muere. La pareja de la víctima, un agente especializado del gobierno buscará vengarse de Paul y de su nuevo equipo.

## Reparto
| Actor              | Personaje           |
| ------------------ | ------------------- |
| Gabriel Macht      | Paul Cutler         |
| Robert Patrick     | Walter Hatch        |
| Carly Pope         | Kim Byers           |
| Giancarlo Esposito | Inspector Hollander |
| Kristanna Loken    | Rose Walker         |
| Matthew Bushell    | Danny Stockton      |
| Nicholas Gonzalez  | Justin Kellogg      |

## Producción
La película ha sido filmada en varias localidades de Detroit.

## Recepción
En el presente la película ha sido valorada en portales cinematográficos. En IMDb, con aproximadamente 12 000 votos registrados por parte de los usuarios, la película obtiene una media ponderada de 5,2 sobre 10. En cuanto a Rotten Tomatoes, los más de 1000 votos registrados en el portal dieron a este filme una valoración media de 2,8 de 5.